# 玛丽亚·戈利莫夫斯卡
玛丽亚·戈利莫夫斯卡（波蘭語：Maria Golimowska，1932年8月28日—），波兰女子排球运动员。她曾代表波兰国家队参加1964年夏季奥林匹克运动会排球比赛，获得一枚铜牌。